# Cerkiew Ikony Matki Bożej „Ukój Mój Smutek” w Saratowie
Cerkiew Ikony Matki Bożej „Ukój Mój Smutek” – prawosławna cerkiew w Saratowie, w jurysdykcji eparchii saratowskiej Rosyjskiego Kościoła Prawosławnego, pełniąca funkcję świątyni przy domu biskupów saratowskich.

## Historia
Inicjatorem budowy cerkwi przy rezydencji biskupów saratowskich był biskup saratowski i carycyński Hermogen, na zamówienie którego miejski architekt Piotr Zybin w 1903 lub 1904 zaprojektował świątynię nawiązującą wprost do moskiewskiego soboru Opieki Matki Bożej na Fosie. Budowę cerkwi rozpoczęto natychmiast, w 1906 miało miejsce jej poświęcenie. Według tradycji ikona patronalna świątyni została zamówiona przez biskupa Hermogena na górze Athos – jest to dokładna kopia czczonego tam wizerunku. Za odprawianie nabożeństw w cerkwi odpowiedzialni byli mnisi stale zamieszkujący w domu biskupim.
Po rewolucji październikowej cerkiew została zaadaptowana na planetarium, zachowała przy tym swój pierwotny wygląd, a do lat 60. XX wieku znajdowały się na niej krzyże. W 1965 biskup saratowski Pimen zwrócił się do władz miejskich z prośbą o zgodę na remont świątyni, finansowany przez eparchię. Chociaż władze nie wyraziły na to zgody, same przeprowadziły częściową renowację obiektu. Dzięki zgodzie pierwszego sekretarza komitetu obwodowego KPZR A. Szybajewa na kopule planetarium ponownie umieszczono krzyż. Od tego czasu budynek stał się atrakcją turystyczną Saratowa.
Eparchia saratowska odzyskała budynek w 1990. W czasie niezbędnego remontu nabożeństwa odbywały się w ołtarzu św. Sergiusza z Radoneża w przybudówce. W 1993 arcybiskup saratowski Pimen poświęcił wyremontowany obiekt.

## Architektura
Cerkiew jest wyraźnie wzorowana na moskiewskim soborze Opieki Matki Bożej, jednak jest od niej dwa (lub nawet dwa i pół) razy mniejsza, nie jest ponadto dokładną kopią. W świątyni znajduje się jeden ołtarz ikony Matki Bożej „Pocieszenie w Strapieniu i Smutku”, popularnie określany jako ikona Matki Bożej „Ukój Mój Smutek”.